# Eryx (Panzerabwehrwaffe)
Die Eryx ist eine Panzerabwehrlenkwaffe aus französischer Produktion. Das System wurde 1993 bei den französischen Streitkräften eingeführt.

## Entwicklung
Die Eryx entstand auf Grund einer Forderung des französischen Heeres. Dieses suchte einen Ersatz für die reaktiven Panzerbüchsen LRAC F1 und APILAS. Anfang der 1980er Jahre begann man bei Aerospatiale-Matra Missiles mit der Entwicklung. Im Jahr 1989 entstand eine Koproduktion mit Kanada. Nachdem 1991 die ersten Systeme zu Testzwecken an Frankreich ausgeliefert worden waren, war Eryx 1993 einsatzbereit.

## Technik
Das Boden-Boden-Panzerabwehrsystem Eryx ist ein drahtgelenktes tragbares Lenkflugkörpersystem kurzer Reichweite zur Panzerbekämpfung. Eryx wurde für das urbane Kampffeld konzipiert und kann aus geschlossenen Räumen abgefeuert werden. Es ist auf Kampfentfernungen zwischen 50 und 600 Metern ausgelegt und soll durch elektronische Gegenmaßnahmen nahezu nicht gestört werden können. Die Lenkwaffenflugzeit auf eine Distanz von 600 m beträgt 4,3 Sekunden. Der Sprengkopf besteht aus einer Tandemhohlladung. Diese hat eine Durchschlagsleistung von 900 mm Panzerstahl oder 2,5 m Stahlbeton.
Durch seinen kompakten Aufbau und seine einfache Handhabung wird Eryx vorrangig in Infanterieeinheiten, speziell Krisenreaktionskräften und Sondereinsatzkommandos, eingesetzt. Das Wärmebildgerät MIRABEL ermöglicht den Einsatz bei Nacht und schlechtem Wetter auf die volle Einsatzdistanz von rund 600 m. Ziele können auf eine Distanz von über 1000 m identifiziert werden.

## Verbreitung
Eryx wird seit 1993 auf dem Exportmarkt angeboten. Bis 2009 wurden laut Hersteller über 3200 Abschusssysteme und über 57.000 Flugkörper verkauft.
- Brasilien – 7 Startgeräte und 57 Lenkflugkörper
- Frankreich – 700 Startgeräte und 12.000 Lenkflugkörper
- Jordanien – unbekannte Anzahl
- Kanada – 425 Startgeräte und 6.100 Lenkflugkörper
- Katar – unbekannte Anzahl Startgeräte und 500 Lenkflugkörper
- Kuwait – 20 Startgeräte und 300 Lenkflugkörper
- Malaysia – 25 Startgeräte und 274 Lenkflugkörper
- Norwegen – 424 Startgeräte und 7.327 Lenkflugkörper
- Saudi-Arabien – unbekannte Anzahl
- Tschad – unbekannte Anzahl
- Türkei – 1.600 Startgeräte und 3.312 Lenkflugkörper

Quelle aus